# Karen Page
Karen Page is een personage uit de comics rondom het personage Daredevil. Ze werd bedacht door Stan Lee en Bill Everett en verscheen voor het eerst in Daredevil #1 in april 1964.

## Biografie
Page bestaat als personage in de serie vanaf het eerste nummer in 1964 tot aan haar moord in het vijfde deel van de tweede serie (385 nummers later in 1998). Ze is de originele secretaresse van het advocatenkantoor van Daredevils alter ego Matt Murdock en Foggie Nelson. Page krijgt een relatie met het hoofdpersonage en is een van de mensen die de ware identiteit van Daredevil kennen. Ze verbreekt hun verloving nadat ze Murdock vraagt te stoppen als Daredevil en hij dat weigert. Haar leven gaat vanaf dat moment van kwaad tot erger, tot Murdock haar helpt om van haar inmiddels opgedane drugsverslaving af te komen. Hun relatie vonkt daarna weer af en aan op tot Bullseye haar vermoordt wanneer hij een projectiel op Daredevil mikt en zij ertussen springt.

## Born again
In de verhaallijn Born again ('Wedergeboorte') van Frank Miller is Page de oorzaak van de ellende die Daredevil ten deel valt. Als op dat moment aan heroïne verslaafde pornoactrice, verkoopt ze het geheim van zijn identiteit aan een drugsdealer, die het op zijn beurt doorverkoopt aan Wilson Fisk, de belangrijkste antagonist van de Daredevilserie.

## In andere media

### Marvel Cinemaitc Universe
Sinds 2015 verschijnt Karen Page in het Marvel Cinematic Universe, waarin ze gespeeld wordt door Deborah Ann Woll. Karen Page verschijnt in de volgende series:
- Daredevil (2015-2019) (Netflix)
- The Defenders (2017) (Netflix)
- The Punisher (2017-2019) (Netflix)
- Daredevil: Born Again (2025) (Disney+)